# Olsenbanden gir seg aldri
Olsenbanden gir seg aldri er en norsk film fra 1981 instrueret af Knut Bohwim. Det er den 11. film i den norske udgave af Olsenbande-serien.

## Trivia
- I film, Olsenbanden for full musikk kunne man høre at Hermansens fulde navn var Viggo Hermansen. Men i denne film siger de, Karl Leopold Hermansen. Også i Olsenbanden Jr. siger de Herman Hermansen.
- Denne film er baseret på den danske film, Olsen-banden overgiver sig aldrig.

## Handling
Da Egon var i fængsel lærte Brock Larsen ham, at hvis man skal følge med i tiden og være millionær, så skal man eje et aktieselskab. Egon beslutter sig for at overtage Norges bedste firma, Steen & Strøm. Først skal Olsenbanden til holdningsselskabet som ejer et vigtigt regnskab, som Børsen vil have. Da Egon, Kjeld og Benny har gennemført det store kup, tager de direkte til Børsen for at vise regnskabet til Brock Larsens vikar Hallandsen (Ivar Nørve). Da Hallandsen går ind til chefen Bang-Johannessen (Per-Lillo Steenberg) forstod han, at Bang-Johannessen havde forventet, at Egon ville have noget som Napoleons kagefabrik. De lukker Steen & Strøm, og Bang-Johannessen tager regnskabet med til London. Da Egon finder ud af dette, bliver han rasende og vil have hævn. 

## Medvirkende (udvalg)
| Rolle                       | Skuespiller         |
| --------------------------- | ------------------- |
| Egon Olsen                  | Arve Opsahl         |
| Kjell Jensen                | Carsten Byhring     |
| Benny Hansen                | Sverre Holm         |
| Valborg Jensen              | Aud Schønemann      |
| Kriminalbetjent Hermansen   | Sverre Wilberg      |
| Kriminalassistent Holm      | Øivind Blunck       |
| Hallandsen                  | Ivar Nørve          |
| Bang-Johannessen            | Per Lillo-Stenberg  |
| Aktionsleder i politiet     | Alf Malland         |
| Mr. Smith                   | Alan Ousdey         |
| Tolder 1                    | Roy Bjørnstrand     |
| Tolder 2                    | Dag Sandvik         |
| Dame som sælger billetter   | Inger Teien         |
| Rejsechef i London          | Maj-Lis Thorsson    |
| Bang-Johannessens chaufør   | Sigmund A. Simonsen |
| Leiechaufør i London        | Tom Matsen          |
| Beefeater på Tower London 1 | Tore Andersen       |
| Beefeater på Tower London 2 | Knut Bohwim         |
| Beefeater på Tower London 3 | Arnold Petersheim   |
| Direktør i TeamFinans       | Ole-Jørgen Nilsen   |
| Sekretær i TeamFinans       | Anne-Lise Tangstad  |
| Vagtmand med hund           | Carsten Winger      |
| Sælger i rejsebureau        | Ulf Wengård         |
| Biffen                      | Ove Verner Hansen   |
| Knut/Biffens medhjælper     | Dick Kaysø          |
| Olga/ Valborgs søster       | Rita Jacobsen       |